# Lailly-en-Val
Lailly-en-Val és un petit poble francès situat en el departament del Loiret en el cantó de Beaugency.

## Geografia
Lailly-en-Val està situat a la riba esquerra del riu Loira entre Dry i Saint-Laurent-Nouan.
És una mica especial perquè està entre el límit de la Vall del Loira i la "Sologne".
Forma part del patrimoni mundial de la UNESCO.

## Història i vida del poble
Malgrat ser un poble molt petit, Lailly-en-Val té uns quants barris : (cinc en total)
la creu blanca "La croix blanche" en francès, les tres xemeneies "Les trois cheminées" en francès (el nom li ve d'una casa que té tres xemeneies), Maulnes, Monçay, la Bargoudière.
El seu alcalde és l'Yves Fichou.
Monçay és el barri amb més historia.Era propietat d'un baró important.
El poble també es caracteritza amb els seus petits castells com :Les Gaschetières, construït en el segle xii i un dels castells de maons més bonic de la regió, Fonpertuis, construït al segle xv per Constant II, senyor de Lailly-en-Val; Les Bordes, construït en 1800, l'escriptor Eugène Sue hi va viure de 1843 a 1849, malauradament el castell ha estat destruït per fer hi un camp de golf.